# 207716 Wangxichan
207716 Wangxichan è un asteroide della fascia principale. Scoperto nel 2007, presenta un'orbita caratterizzata da un semiasse maggiore pari a 2,3767625 UA e da un'eccentricità di 0,1868209, inclinata di 1,01751° rispetto all'eclittica.